# Sumpf-Engelwurz

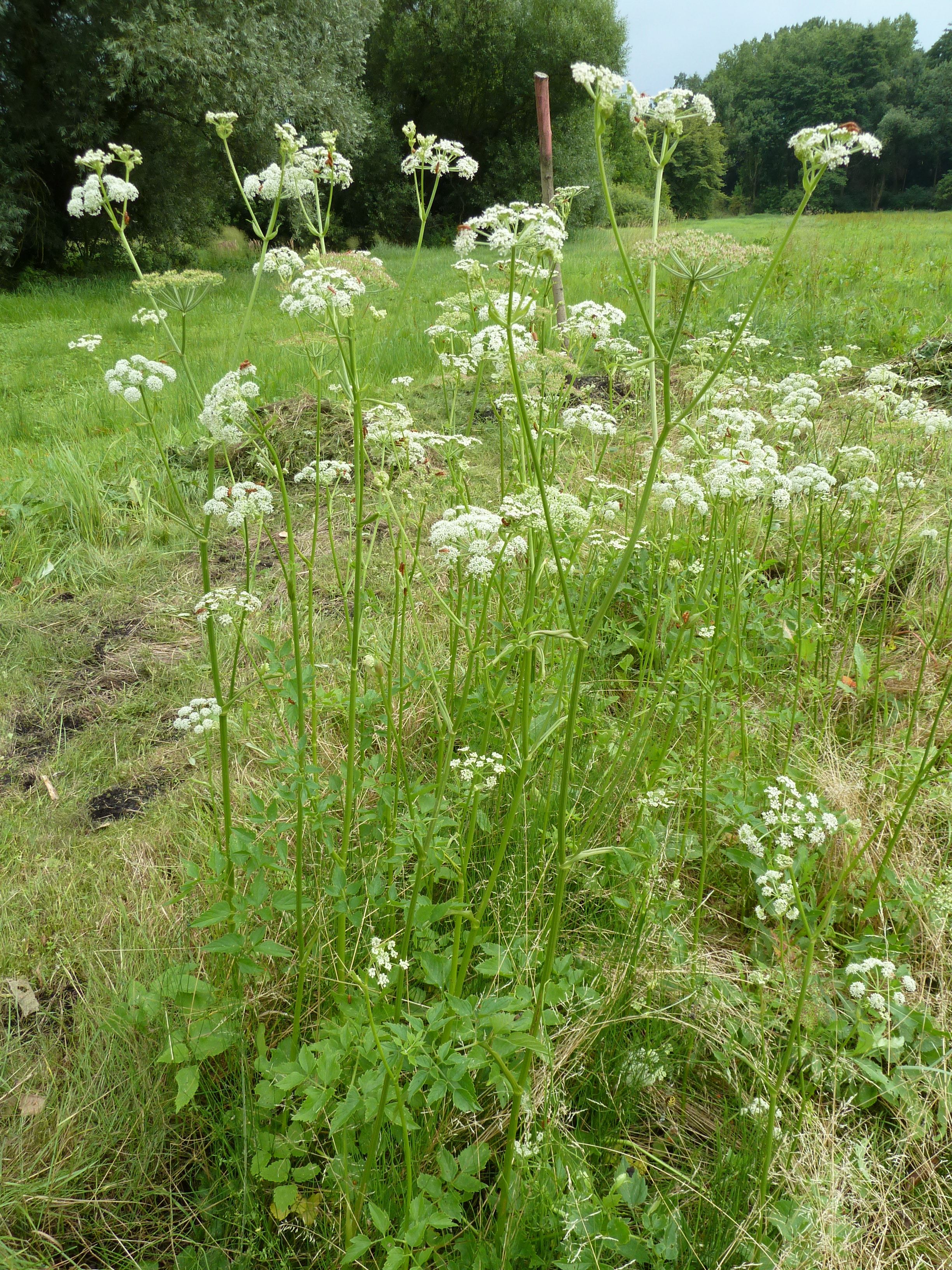
Sumpf-Engelwurz

Die Sumpf-Engelwurz (Angelica palustris) ist eine vor allem in Sibirien verbreitete Engelwurz-Art, die neben Vorkommen in Osteuropa auch noch einzelne Vorkommen in Ostdeutschland aufweist. Ein älterer Trivialname ist Sumpf-Mutterwurzel.

## Beschreibung
Die Sumpf-Engelwurz bildet nach der Keimung im Frühjahr zunächst eine Rosette aus. Nach ein bis drei Jahren kommt sie im Juli/August zur Blüte und stirbt nach der Ausbildung der Früchte ab. Sie wird 0,5 bis 1,2 Meter hoch und besitzt einen scharfkantig gefurchten Stängel mit geflügelten Kanten. Der Stängel trägt nur wenige Blätter und ist im oberen Teil verzweigt. Die 2- bis 3-fach gefiederten, herz-eiförmigen und ungleich kerbig gesägten Blätter sind unterseits borstig rau. Die Doppeldolde ist 15–30-strahlig und die Doldenstrahlen sind kantig bis geflügelt, fast kahl und nur oberwärts mit wenigen Flaumhaaren besetzt. Hüllchen sind immer vorhanden. Kelchblätter sind ausgebildet. Die Kronblätter sind weiß oder weißlich und gleichgroß. Die sich ausbildenden, rippigen Früchte sind ca. 5 mm lang und 3 mm breit, elliptisch und graubräunlich gefärbt.
Verwechslungsmöglichkeiten bestehen mit Giersch und Wald-Engelwurz.

## Vorkommen
Die Sumpf-Engelwurz ist vor allem in mäßig nährstoffreichen, wechselnassen Feuchtwiesen zu finden, welche im Frühjahr sehr nass sind und im Sommer etwas abtrocknen. Es werden nasse, mäßig nährstoffreiche Standorte auf Tonböden und anmoorigen Standorten bevorzugt.
Bei Niedermoorstandorten ist eine Durchströmung des Torfkörpers bzw. ein etwas quelliger Standort vorteilhaft.

## Verbreitung
Die Sumpf-Engelwurz besitzt ein submeridional-temperates, europäisch-westsibirisches Areal. Das Hauptverbreitungsgebiet reicht etwa von Krasnojarsk im Osten bis nach Polen im Westen. Einzelvorkommen gibt es u. a. im Kaspi-Gebiet in Georgien, im südlichen Russland und auf dem Balkan. Im Westen erstreckt sich das Areal über Ungarn, Österreich, Tschechien, Slowakei bis nach Polen, Deutschland und Estland.
In Deutschland befindet sich die westliche Verbreitungsgrenze. Es gibt nur sehr zerstreute Vorkommen in Sachsen, Sachsen-Anhalt, Thüringen, Brandenburg und Mecklenburg-Vorpommern.

## Gefährdung und Schutz
Die Sumpf-Engelwurz gilt nach der Roten Liste Deutschland als stark gefährdet. Sie steht in der Fauna-Flora-Habitat-Richtlinie auf den Anhängen II und IV und steht damit unter besonderem Schutz der Europäischen Union.